# Münsterlingen
Münsterlingen és un municipi del cantó de Turgòvia (Suïssa), situat al districte de Kreuzlingen.
El municipi és el resultat de la fusió dels antic municipis independents Landschlacht i Scherzingen en el context de la reorganització administrative de Turgòvia l'1 de gener de 1994. El nom i l'escut provenen de l'antic monestir de Münsterlingen.